# Ансіан
Ансіа́н (порт. Ansião; МФА: [ɐ̃.si.ˈɐ̃w]) — муніципалітет і містечко в Португалії, в окрузі Лейрія. Розташований у центральній частині країни, на теренах історичної португальської провінції Ештремадура. Належить до Лейрійсько-Фатімської діоцезії Католицької церкви в Португалії. Права міського самоврядування має з 1514 року. Поділяється на 6 парафій. За адміністративним поділом, чинним до 1976 року, був складовою провінції Берегова Бейра. Площа муніципалітету — 176,09 км², населення муніципалітету — 13128 ос. (2011); густота населення — 74,55 осіб/км²
. Патрон — Діва Марія. Святковий день муніципалітету — 1-й четвер після Вознесіння. Поштовий індекс — 3240.  Код місцевої адміністративної одиниці — 1003. Складова статистичного регіону Центр.

## Назва
- Ансіан (порт. Ansião; стара орфографія: порт. Ancião)

## Географія
Ансіан розташований в центрі Португалії, на північному сході округу Лейрія.
Ансіан межує на північному сході — з муніципалітетом Пенела, на сході — з муніципалітетом Фігейро-душ-Вінюш, на півдні — з муніципалітетом Алвайазере, на заході — з муніципалітетом Помбал, на північному заході — з муніципалітетом Соре.
У Ансіані бере початок річка Набан.

## Історія
1514 року португальський король Мануел I надав Ансіану форал, яким визнав за поселенням статус містечка та муніципальні самоврядні права.

## Населення
| Кількість мешканців | Кількість мешканців | Кількість мешканців | Кількість мешканців | Кількість мешканців | Кількість мешканців | Кількість мешканців | Кількість мешканців | Кількість мешканців | Кількість мешканців | Кількість мешканців | Кількість мешканців | Кількість мешканців | Кількість мешканців | Кількість мешканців | Кількість мешканців |
| ------------------- | ------------------- | ------------------- | ------------------- | ------------------- | ------------------- | ------------------- | ------------------- | ------------------- | ------------------- | ------------------- | ------------------- | ------------------- | ------------------- | ------------------- | ------------------- |
| 1864                | 1878                | 1890                | 1900                | 1911                | 1920                | 1930                | 1940                | 1950                | 1960                | 1970                | 1981                | 1991                | 2001                | 2011                |                     |
| 12 177              | 13 096              | 12 961              | 13 562              | 14 601              | 14 832              | 15 543              | 17 391              | 18 309              | 17 268              | 15 058              | 15 446              | 14 029              | 13 719              | 13 128              |                     |